# Украинский миротворческий контингент в Ираке
Украинский военный контингент в Ираке (укр. Український військовий контингент в Іраку) — подразделение вооружённых сил Украины, находившееся в составе сил многонациональной коалиции в Ираке в период с 31 июля 2003 до 9 декабря 2008.

## Предшествующие события
После окончания военной операции США в Ираке (резолюция Совета Безопасности ООН № 1441) президент США Джордж Буш призвал мировое сообщество принять участие в установлении демократии в Ираке.
Идея отправить в Ирак украинский контингент принадлежала министру обороны Е. М. Марчуку, президент Украины Леонид Кучма поначалу был против ввода войск, но потом изменил своё мнение. Присоединение Украины к многонациональной операции в Ираке могло позволить правительству Украины выйти из международной политической изоляции, в которую оно попало после серии громких политических скандалов, начиная с дела Гонгадзе до скандала с обнаружившейся продажей Ираку радиолокационных систем «Кольчуга».
В середине мая 2003 года стало известно, что Совет национальной безопасности и обороны Украины планирует рассмотреть вопрос о направлении украинского батальона в состав сил международной коалиции в Ираке.
1 июня 2003 года посол США на Украине Карлос Паскуаль сообщил в эфире телеканала УТ-1, что США готовы оплатить часть расходов на участие украинских военнослужащих в международном контингенте в Ираке.
5 июня 2003 года Верховная Рада ратифицировала указ президента об участии украинских войск в миротворческой миссии в Ираке. Против голосовали фракции коммунистов и социалистов, а фракция Виктора Ющенко «Наша Украина» поддержала решение о отправке войск.
Основой украинского контингента в Ираке стала 5-я отдельная механизированная бригада (1333 солдата, 228 сержантов, 111 прапорщиков и 270 офицеров), укомплектованная на добровольной основе. Перед передислокацией в Ирак в 2003 году группа офицеров штаба дивизии участвовала в совместных учениях многонациональных сил в районе города Щецин.
При подготовке к операции было установлено, что существовавшая в советское время система подготовки новых военных переводчиков разрушена в 1990-е годы, а состоящие на учёте министерства обороны уже не подходят по возрасту и состоянию здоровья, поэтому в состав контингента были включены семь гражданских лиц (переводчики с арабского языка).
21 июля 2003 года из Николаевского морского порта в направлении Кувейта вышел турецкий морской паром «Унд Софит Бей» с 288 единицами военной техники на борту (60 бронетранспортёров БТР-80, 11 бронемашин БРДМ-2, 217 автомобилей различных типов и другая специальная техника). 31 июля 2003 года президент Украины Л. Кучма постановил передислоцировать из Кувейта в Ирак 19-й отдельный украинский батальон радиационной, химической и бактериологической защиты (450 военнослужащих). Также контингенту были выделены комплекты разведывательно-сигнализационной аппаратуры 1К18 «Реалия-У» и 1К124 «Табун» (которые использовали для охраны базовых лагерей).
7-10 августа 2003 года военнослужащие контингента были доставлены в Ирак и Кувейт из Киева и Николаева на самолётах Ил-76 компании УАТК. В качестве ответного жеста Джордж Буш пообещал Украине поддержку «на пути интеграции в европейские и евро-атлантические структуры».

## Деятельность украинского контингента в Ираке

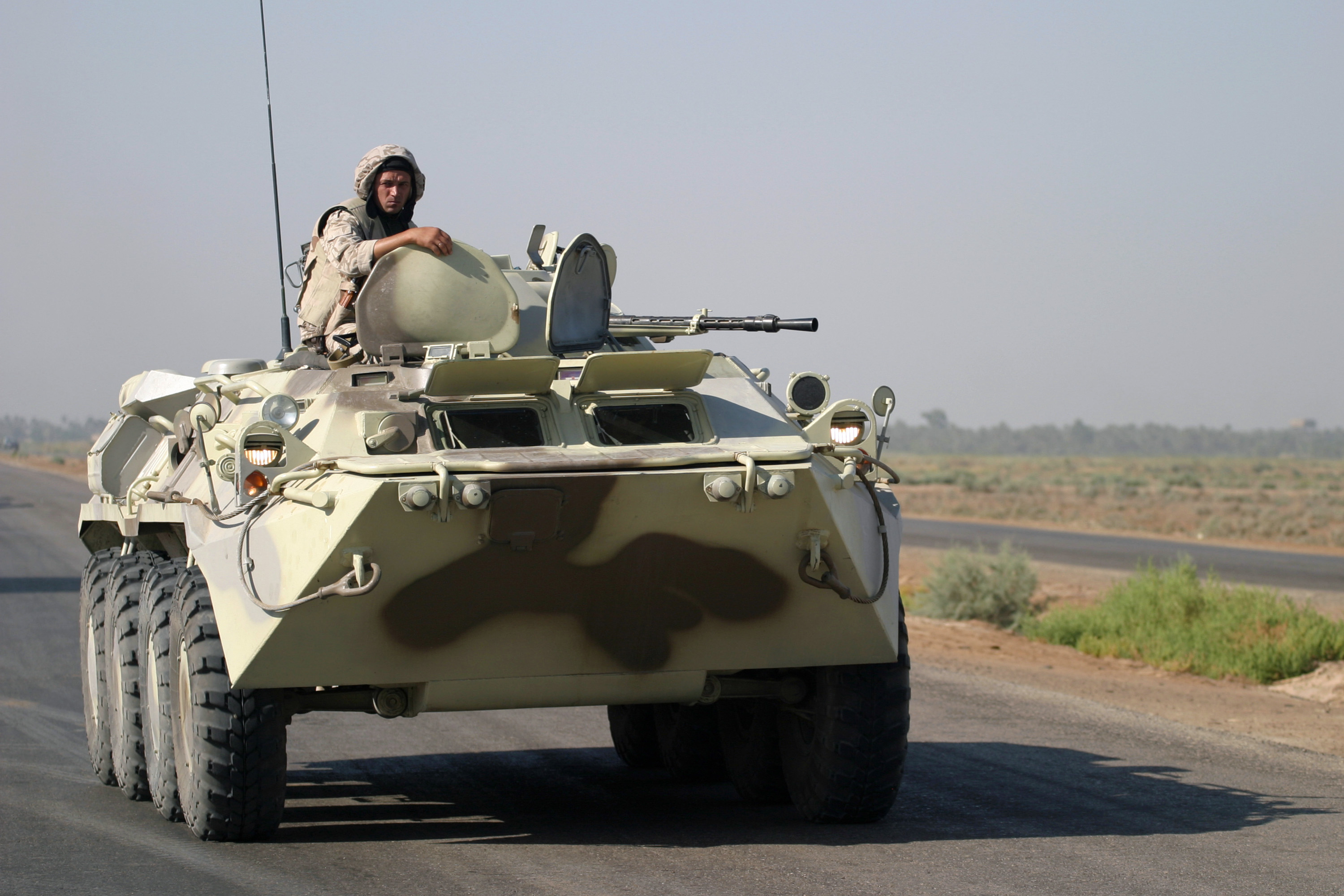
Украинский БТР-80 в пустынном камуфляже

Украинская механизированная бригада поступила в подчинение командованию многонациональной дивизии «Центр-Юг», имевшую в своей основе польский контингент, и была дислоцирована в провинции Васит в 140 км от Багдада.
В целом, в период с августа 2003 года по март 2005 в Ираке находилось около 1600 украинских военнослужащих (в том числе 14 женщин) и более 2000 единиц техники. К началу апреля 2005 года численность украинского контингента в Ираке составляла около 1650 чел. Расходы на содержание украинского контингента в Ираке составляли около 20 млн долларов США в год
Как сообщил в интервью заместитель командира 19-го батальона Олег Кузнецов, военнослужащие украинского контингента являлись самыми «дешёвыми» из всех 34 стран коалиции, ежемесячное денежное довольствие украинских военнослужащих составляло 500—600 долларов для рядовых солдат, 800—900 долларов для прапорщиков и 1000—1200 долларов для офицеров.
По опыту участия в боевых действиях в Ираке несколько БТР-80 украинского контингента были модернизированы — на них установили крепление для установки автоматического гранатомёта АГС-17 и противокумулятивные экраны.

### Участие в боевых действиях

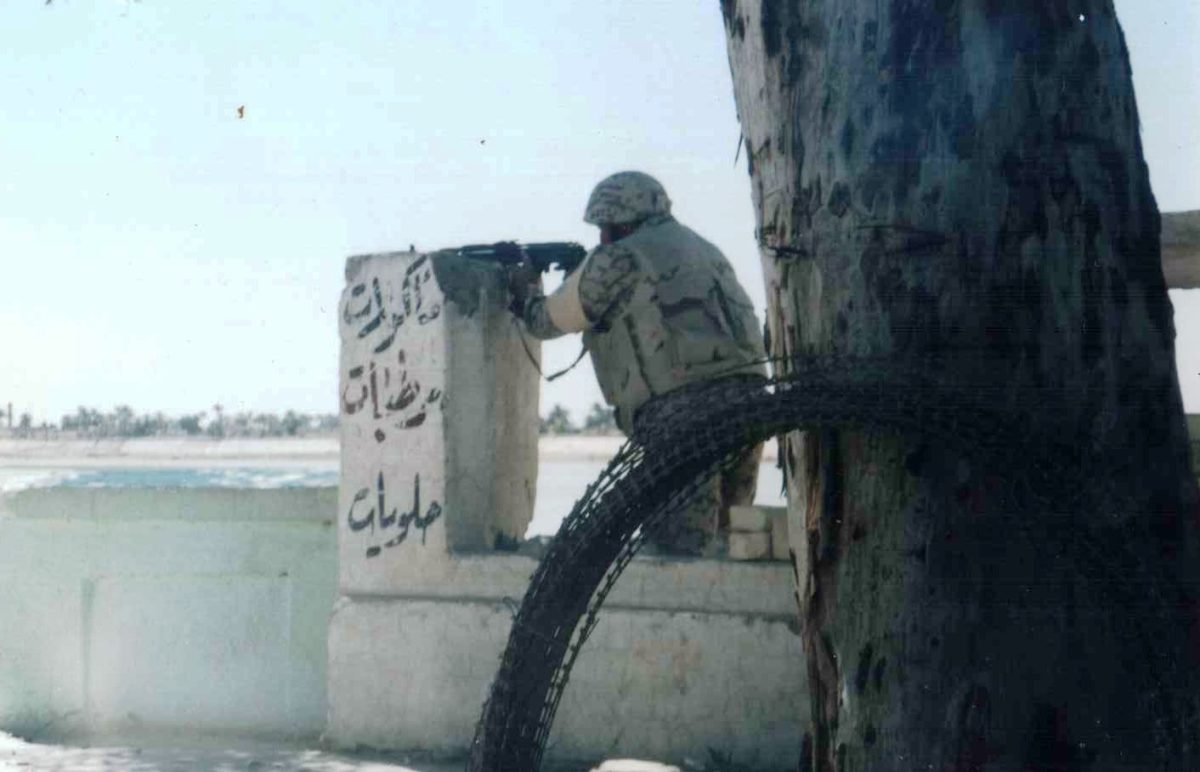
Украинский миротворец ведет огонь в городе Эль-Кут

Украинские военнослужащие выполняли задачи на ирано-иракской границе, в населённых пунктах Эль-Кут, Эль-Хай, Эс-Сувайра, Вавилон, Багдад, на пункте перехода «Арафат» (форт Бадра).
В начале сентября 2003 года в городе Эс-Сувайра провинции Васит была предпринята попытка атаки украинского патруля — в результате взрыва фугаса с дистанционным управлением незначительные повреждения получил автомобиль, но личный состав не пострадал.
14—15 сентября 2003 в городе Эль-Кут военная полиция украинского контингента совместно с иракской полицией задержала грабителя банка, а также изъяла две единицы огнестрельного оружия (один автомат АК-47 и один пистолет), которые передала иракской полиции
18 сентября 2003 из-за нарушения правил обращения с оружием случайным выстрелом из снайперской винтовки был тяжело ранен украинский миротворец рядовой Александр Сахно
30 сентября 2003 в результате аварии на территории военной базы погиб первый украинский военнослужащий в Ираке — командир экипажа, сержант Ю. А. Койдан был раздавлен перевернувшейся БРДМ-2, ещё один военнослужащий был легко ранен.
20 октября 2003 в районе города Эс-Сувейра в микроавтобус «Мазда», в котором, помимо водителя-рядового, находились 14 офицеров оперативной группы Министерства обороны Украины и офицер вооружённых сил Казахстана, врезалась «Волга» с местными жителями. В результате столкновения пострадали четыре украинских военнослужащих (водитель микроавтобуса и три украинских офицера) и казахстанский полковник.
Вечером 28 октября 2003 в районе города Эс-Сувейра был атакован патруль 5 омехбр (14 военнослужащих на двух БТР-80). Под бронемашинами были взорваны три фугаса, а затем патруль обстреляли из РПГ-7. В результате были ранены 7 украинских военнослужащих и повреждены два украинских БТР-80.
В начале ноября 2003 года в районе города Эль-Кут подразделением военной полиции (две патрульные группы на двух БРДМ-2) и разведывательным отделением 5-й отдельной механизированной бригады была проведена специальная операция по задержанию вооружённой группы, занимавшейся снабжением боеприпасами боевиков. Устроив ночью засаду у складов с боеприпасами бывшей армии Ирака, они задержали 7 боевиков, у которых были захвачены мотоцикл марки «Azarakhsh», грузовик «КамАЗ», два автомата АК-47, пистолеты ПМ и ТТ иракского производства, пистолет-пулемёт UZI и патроны к ним.
Вечером 11 ноября 2003 в н.п. Эль-Азизия при выполнении задания по охране отделения банка в результате неосторожного обращения с оружием погиб военнослужащий украинского контингента, младший сержант С. П. Суслов.
13 ноября 2003 около 18:00 по местному времени в 2,5 км от лагеря в Эль-Кут был обстрелян из автоматов патруль украинской военной полиции (БРДМ-2 и автомобиль УАЗ). Военнослужащие открыли ответный огонь, а затем вместе с прибывшим подкреплением (вторым патрулём украинской военной полиции и подразделением иракского батальона ICDC) начали преследование, в результате был задержан один из двух нападавших на патруль автоматчиков.
18 ноября 2003 в городе Эль-Кут застрелился из пистолета ПМ капитан, выполнявший обязанности переводчика.
23 декабря 2003 Министерство обороны Украины сообщило, что каждый патруль украинских миротворцев в Ираке будут сопровождать два гранатомётчика с автоматическими гранатомётами АГС-17 — «для усиления безопасности украинских военных, выполняющих боевое патрулирование».
В общей сложности, в период до конца 2003 года военнослужащие украинского контингента в Ираке произвели досмотр 39 245 гражданских лиц и 12 862 автомашины, задержали 3933 человека, обнаружили и изъяли 2 миномёта, 5 ПТУР, 3 ЗРК «Роланд», 1 ПЗРК «Стрела-2м», 11 гранатомётов, 358 единиц стрелкового оружия, 76 ручных гранат, 63 кг тротила, 17 метров огнепроводного шнура, 164 детонатора, значительное количество боеприпасов (374 артиллерийских снаряда, 8 миномётных мин, 55 365 патронов) и 0,8 кг наркотиков.
В январе 2004 года украинские солдаты разогнали демонстрацию иракцев в городе Эль-Кут, в демонстрации участвовали около 400 человек, которые вышли на улицы с требованием работы. В результате столкновений были ранены 4 иракских полицейских, один украинский военнослужащий и один демонстрант.
В марте 2004 года во время патрулирования улиц в городе Аль-Хай выстрелом в руку был ранен 1 миротворец
6 апреля 2004 года боевиками «Армии Махди» было атаковано украинское подразделение в городе Эль-Кут (два взвода миротворцев, обеспечивавших охрану трёх стратегических объектов — моста-дамбы через Тигр, временной гражданской администрации и телерадиоцентра). Украинские военнослужащие вступили в бой и на протяжении нескольких часов удерживали порученные под их охрану объекты. В бою был убит 1 и ранены 5 военнослужащих Украины, а также подбит 1 украинский бронетранспортёр. На следующий день миротворцы были вынуждены оставить город.

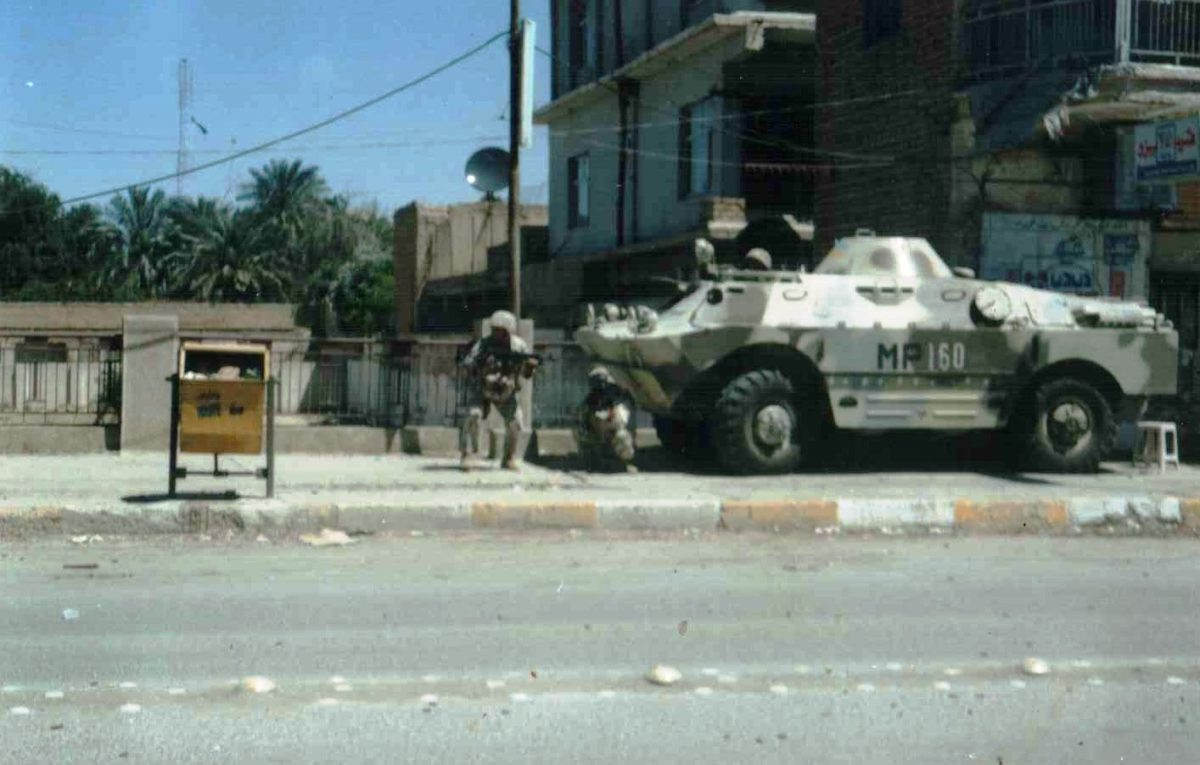
Украинские миротворцы ведут бой на улице города Эль-Кут

Утром 14 апреля 2004 разведывательный дозор украинского контингента в ходе проведения разведки маршрута неподалёку от Эс-Сувейры своевременно выявил фугас на обочине дороги. В тот же день в городе Эль-Кут в районе городского элеватора патруль во главе с капитаном Андреем Гуменюком при проверке пожарного депо нашёл тайник с оружием и задержал трёх пожарных, подозреваемых в организации и участии в нападениях на представителей коалиционных сил. На следующий день, 15 апреля 2004, этим же патрулём при осмотре заброшенного дома был выявлен ещё один тайник с оружием и боеприпасами.
28 апреля 2004 около города Аз-Зубадия, в 60 км к западу от города Эль-Кут, был атакован механизированный патруль украинских миротворцев. БТР-80, который замыкал колонну из трёх бронетранспортёров, был в упор обстрелян с двух сторон из ручных противотанковых гранатомётов РПГ-7 и крупнокалиберных пулемётов. В результате погиб 1 и были ранены 2 военнослужащих. После нападения патруль вышел из зоны боя и занял круговую оборону. Позднее один из раненых скончался от полученных ранений. После боя, 3 мая 2004 года, два военнослужащих-контрактника 61-го отдельного механизированного батальона 6 омехбр (рядовые А. В. Коптелов и А. В. Потапенко) подали рапорта с требованием досрочно, не дожидаясь плановой ротации в августе 2004 года, вернуться на Украину в связи с изменением условий службы (их рапорта были удовлетворены 21 мая 2004 года).
15 августа 2004 в районе города Эс-Сувейра был атакован патруль 62-го отдельного механизированного батальона. В результате взрыва фугаса был повреждён «Урал-4320» и ранены 2 находившихся в нём военнослужащих. На помощь атакованному конвою выехал резервный взвод, но не доезжая до места происшествия он был обстрелян. Оценив ситуацию, старший резервной группы организовал отражение атаки при поддержке ещё нескольких единиц бронетехники. Ещё 3 украинских военнослужащих были ранены, но все огневые точки нападающих были подавлены.
29 сентября 2004 в результате ДТП погиб 1 и были ранены 2 украинских миротворцев.
После инцидента 9 января 2005 года, когда в районе Эль-Сувейра в результате взрыва боеприпасов погибли 8 и были ранены 6 украинских военнослужащих 72-го отдельного механизированного батальона, на Украине увеличилось количество сторонников вывода украинского контингента из Ирака.
В июне 2005 года в районе города Эс-Сувейра подорвался на фугасе бронетранспортёр БТР-80 украинского миротворческого контингента. Пострадавших не было, но бронемашина получила повреждения: было оторвано правое переднее колесо.
6 марта 2005 в Ираке скончался 18-й украинский миротворец.
В целом, в Ираке погибли 18 украинских военнослужащих миротворческого контингента и свыше 40 получили ранения. Кроме того, имели место небоевые санитарные потери (заболевшими). При медицинском обследовании вернувшихся из Ирака военнослужащих были выявлены случаи нервно-психических и посттравматических стрессовых расстройств. Пять раненых военнослужащих украинского контингента, проходившие лечение в военном госпитале США в городе Ланштуль (ФРГ) в результате лечения с интенсивным применением наркосодержащих препаратов, после возвращения на Украину и медицинского обследования в Киеве были признаны наркозависимыми.

### Участие в разминировании местности
Инженерно-сапёрное подразделение принимало участие в разминировании местности и уничтожении неразорвавшихся боеприпасов и иных взрывоопасных предметов.
- в начале октября 2003 года украинские военнослужащие взяли под охрану склад ракетно-артиллерийских боеприпасов прекратившей существование иракской армии в 25 км к северу от города Аль-Кут, в течение двух следующих недель сапёры украинского контингента занимались уничтожением находившихся на складе боеприпасов. 16 октября 2003 года работы по уничтожению были завершены (всего здесь были уничтожены 5 ракет класса «земля-воздух», почти 12 тыс. артиллерийских снарядов, более 1 тыс. миномётных мин, 40 подствольных гранат и около 132 тыс. единиц боеприпасов к стрелковому оружию разного калибра)[47]
- в середине декабря 2003 года украинские, польские и американские сапёры разминировали автомобильный мост на трассе, соединяющей населённые пункты Эн-Нумания и Аль-Хилла[48].
- 28 декабря 2003 года украинские и польские сапёры совместно разминировали территорию бывшей танковой дивизии у аэродрома города Аль-Кут, они обнаружили и уничтожили 47 противопехотных осколочных кассетных мин «BLU-97B» производства США[49]

Военнослужащие успешно применяли комплект передатчиков помех радиоуправляемым минам РП-377 АМ.

### Информационно-психологическая война
Офицерами группы психологических операций при 5-й механизированной бригаде были составлены и напечатаны пять видов листовок для местного населения в районе деятельности украинского контингента. Кроме того, для военнослужащих украинского контингента выпускалась газета «Миротворець».

### Помощь иракским силам обеспечения безопасности

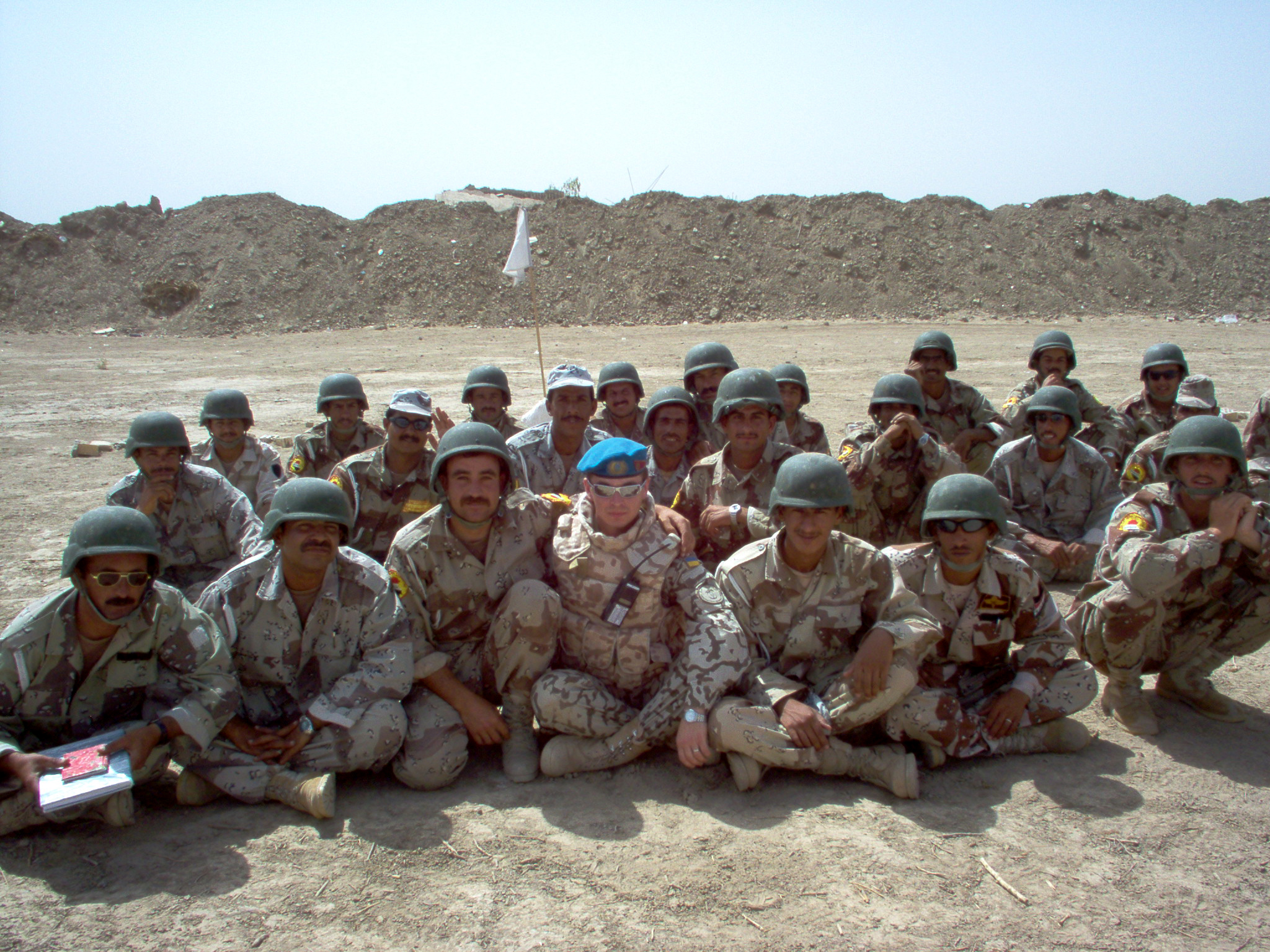
Украинский десантник вместе с иракскими солдатами в 2003 году

28 августа 2003 капитан морской пехоты США Эдвард Дан официально передал полномочия по контролю над деятельностью иракских полицейских сил в провинции Васит представителям украинского контингента, после чего военнослужащие украинского контингента начали военную подготовку батальона территориальной обороны ICDC провинции Васит (численностью 107 человек). В дальнейшем военнослужащими украинского контингента была начата подготовка подразделения пограничной полиции Ирака. Подготовка иракских военнослужащих и полицейских проходила в учебном центре, который был создан на территории аэродрома Аль-Кут.
9 сентября 2003 года генерал-майор Сергей Безлущенко передал полиции провинции Васит партию оружия, изъятого у населения провинции: 7 автоматов АКМ, 7 автоматов АКМС производства Китая и бывшей Югославии, штык-ножи и 720 патронов.
25 декабря 2003 года украинские миротворцы отремонтировали и передали новосозданному иракскому отряду водной полиции три моторные лодки, в этот же день они передали один грузовик «Урал-4320» подразделению иракской территориальной обороны ICDC и один «КАМАЗ 4326» — подразделению иракской пограничной полиции.
В марте 2004 года украинские миротворцы передали 9 микроавтобусов «Hyundai» для учреждений здравоохранения провинции Васит и 16 легковых автомобилей «Mitsubishi» для иракской пограничной полиции.
В начале мая 2004 года командование 6-й отдельной механизированной бригады передало 200 лучшим иракским полицейским провинции Васит личное оружие — пистолеты «Glock», а также 200 комплектов формы и 40 бронежилетов.
В середине мая 2004 года украинские миротворцы передали полиции провинции Васит 24 новых легковых автомобиля «Hyundai».
9 ноября 2004 года начальник группы военной полиции подполковник Олег Шульга передал полиции провинции Васит миноискатель и сапёрные приборы для поиска и обезвреживания самодельных взрывчатых устройств. Кроме того, на обустройство четырёх блокпостов иракской полиции было выделено около 10 тысяч долларов США.
27 января 2005 года украинские миротворцы передали полицейским провинции Васит две базовые и 48 переносных радиостанций «Motorola» общей стоимостью 75 тыс. долларов США.
В мае 2005 года министр обороны Украины Е. Марчук сообщил, что украинским контингентом «за прошедшие полгода» было подготовлено подразделение из 600 иракских пограничников, а также отряд территориальной обороны в провинции Васит.
В начале октября 2005 года украинские военнослужащие передали полицейскому управлению провинции Васит 128 автоматов АК-47, 320 пистолетов «Глок», 240 штыков-ножей, 10 тыс. 9-мм пистолетных патронов и 30 тыс. патронов 7,62х39 мм.
В конце октября 2005 года в районе города Эн-Нумания при взрыве фугаса были ранены 3 украинских военнослужащих.
В начале декабря 2005 года украинские миротворцы передали полиции провинции Васит 40 внедорожников Chevrolet TrailBlazer.
5 декабря 2005 года в Ираке был подписан контракт о передаче на бесплатной основе военной техники, вооружения и имущества украинского миротворческого контингента подразделениям 3-й пехотной бригады создаваемой иракской армии. В соответствии с ним иракские военные получили 13 БРДМ-2, 4 единицы иной бронетанковой техники, 56 автомобилей различных марок, 526 шт. стрелкового оружия (гранатомёты РПГ-7, автоматы, пулемёты и пистолеты), 225 комплектов средств связи, 176 комплектов инженерной техники, свыше 1,5 млн боеприпасов и иное имущество. В дальнейшем армии Ирака было предусмотрено передать свыше 2400 комплектов приборов и имущества к ракетно-артиллерийскому вооружению, около 200 наименований запасных частей к бронетанковой и 729 наименований автомобильной техники, 2100 комплектов средств радиационной и бактериологической защиты, 8600 комплектов вещевого имущества и др.
3 мая 2006 года через компанию «Укрспецэкспорт» Ираку бесплатно передали боеприпасы общей стоимостью 73 567 642 гривен (30 500 шт. 125-мм снарядов и 90 700 шт. 73-мм снарядов).

## Вывод украинского контингента из Ирака
В мае 2004 Верховная Рада на закрытом заседании обсудила вопрос о выводе войск, были рассмотрены несколько предложений, которые поддержали от 116 до 160 депутатов фракций КПУ, СПУ, БЮТ и части «Нашей Украины», требовавших от президента принять решение о срочном выводе украинских военных из Ирака.
11 января 2005 по инициативе лидера Коммунистической партии Украины П. Н. Симоненко Верховная Рада приняла постановление, в котором президенту было предложено немедленно вернуть украинских миротворцев на родину: «В связи с опасным обострением военно-политической обстановки в Ираке и жертвами среди украинских военнослужащих предлагается считать нецелесообразным дальнейшее пребывание подразделений вооружённых сил Украины в этой стране». За решение проголосовали 308 депутатов.
Решение о подготовке к выводу украинского контингента принял президент Украины Леонид Кучма.
В начале 2005 года госсекретарь США Кондолиза Райс на встрече с министром иностранных дел Украины Борисом Тарасюком, заявила: «Решение Украины вывести войска из Ирака не отразится на отношениях Киева и Вашингтона… Мы благодарны Украине за её участие в иракской операции. В то время как далеко не все страны изъявили такое желание, Украина присоединилась к тем государствам, которые обеспечивают стабильность в Ираке». При этом в марте 2005 года на встрече с главой комитета верховной рады по вопросам национальной безопасности и обороны Украины Георгием Крючковым замминистра обороны США Мира Рикардел высказала пожелание, чтобы украинские военные продолжили работу в Ираке в качестве военных советников и наблюдателей и «украинская помощь этой стране не прекратилась, а приобрела другие формы», несмотря на вывод миротворческого контингента.
15 марта 2005 начался поэтапный вывод украинского контингента. Двумя рейсами военно-транспортного самолёта Ил-76 в Николаев прибыла первая группа из 137 человек, которые несли службу в механизированной роте 72-го батальона в районе города Эс-Сувейр. Боевую технику вывозили по морю через Кувейт.
22 марта 2005 президент Украины Виктор Ющенко подписал план вывода украинского военного контингента из Ирака.
На протяжении лета — осени 2005 года в иракской провинции Васит, в зоне ответственности украинского контингента многонациональной дивизии «Центр-Юг», оставалось ещё около 800 украинских военных. 27 декабря 2005 Ирак покинуло последнее украинское подразделение (44 военнослужащих и 8 единиц техники).
Все расходы по выводу из Ирака украинского континента (около 3 млн долларов) взяли на себя США.
После возвращения украинского контингента из Ирака проверка, проведённая военной прокуратурой одного из западных регионов Украины в 2006 году, выявила недостачу вооружения, боеприпасов, техники и имущества по пути из Ирака на Украину на сумму более 9 млн гривен (1,8 млн долларов США).

## Военное присутствие в Ираке в последующее время
После вывода из Ирака украинского миротворческого контингента в конце декабря 2005 года, в Ираке остались около 50 украинских военных советников и инструкторов («около 30 офицеров вооружённых сил, до 10 представителей пограничной службы, и около 10 представителей министерства внутренних дел Украины»).
- 17 июля 2006 года в районе города Эд-Дивания в провинции Кадисия в результате взрыва самодельного фугаса под автомобилем Toyota Land Cruiser были ранены 2 украинских военных[77].
- 4 сентября 2006 года при выезде из г. Эль-Кут в сторону базы в результате взрыва самодельного взрывного устройства под автомашиной двое военнослужащих получили контузию[уточнить].

В апреле 2008 года президент Украины Виктор Ющенко отправил в Ирак 15 военнослужащих и работников министерства обороны Украины для участия в Миссии ООН по предоставлению помощи Ираку.
По состоянию на 11 декабря 2008 года, через Ирак прошли около 5 тыс. украинских военнослужащих. 24 декабря 2008 года последние 29 человек украинского миротворческого персонала завершили миротворческую миссию в Ираке в составе коалиционных сил и вернулись на Украину, однако в Ираке остались 10 украинских офицеров в составе тренировочной миссии НАТО.
Украина присоединилась к операции «NATO Training Mission — Iraq» в декабре 2006 года, отправив 8 инструкторов для обучения военнослужащих иракской армии. По состоянию на январь 2010 года, в составе Тренировочной миссии НАТО в Багдаде и на базе Таджи (35 км на север от Багдада) было 8 украинцев, в декабре 2011 года — 9 военнослужащих, по состоянию на 24 июля 2013 года — 6 офицеров. В целом, за весь период участия в операции NTM — I, украинские военные советники и инструкторы провели занятия по повышению квалификации и подготовке с 400 офицерами иракской армии и обучили 575 старших сержантов и сержантов иракской армии.
Кроме того, в период после 21 февраля 2004 года безопасность сотрудников посольства Украины в Ираке обеспечивали бойцы группы «А» Центра специальных операций Службы безопасности Украины. Ротации групп проходили каждые полгода; в общей сложности, только в период до июня 2009 года службу в Ираке прошли более ста сотрудников ЦСО «А» СБУ.

## Дополнительная информация
О общем количестве награждённых украинских военнослужащих информации не имеется.
- весной 2005 года офицер инженерного отдела национального компонента штаба Многонационального корпуса «Ирак» майор Алексей Кузиков был награждён медалью вооружённых сил США «За похвальную службу»[89].
- погибший 15 августа 2005 года командир взвода материального обеспечения 62-го отдельного механизированного батальона капитан Юрий Иванов был награждён орденом «За мужество» первой степени (посмертно)[90].
- в ноябре 2006 года четыре украинских военнослужащих были награждены медалями министерства обороны США «За службу в Ираке»[91].
- осенью 2010 года офицер Сергей Грабский, в период с февраля 2009 года по март 2010 года проходивший военную службу в должности главного советника-инструктора Национального оперативного центра премьер-министра Республики Ирак (в составе Тренировочной миссии НАТО) был награждён медалью НАТО «За особые заслуги»[92].
- в феврале 2012 года полковник Олег Мильченко, в 2010—2011 годы проходивший военную службу в должности начальника Тренировочной миссии НАТО, был награждён медалью министра обороны Венгрии «За службу з підтримання миру»[93].

## Галерея

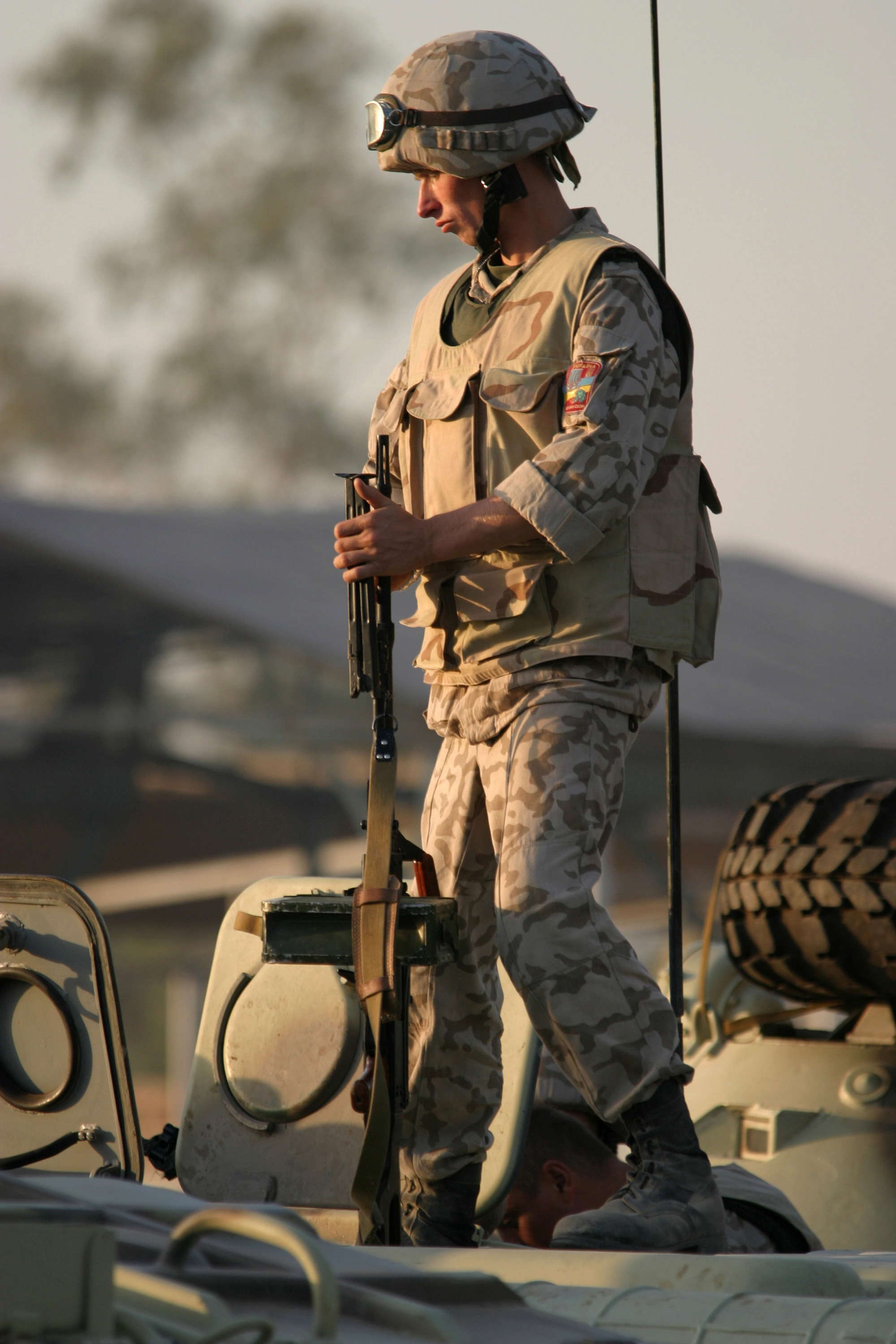
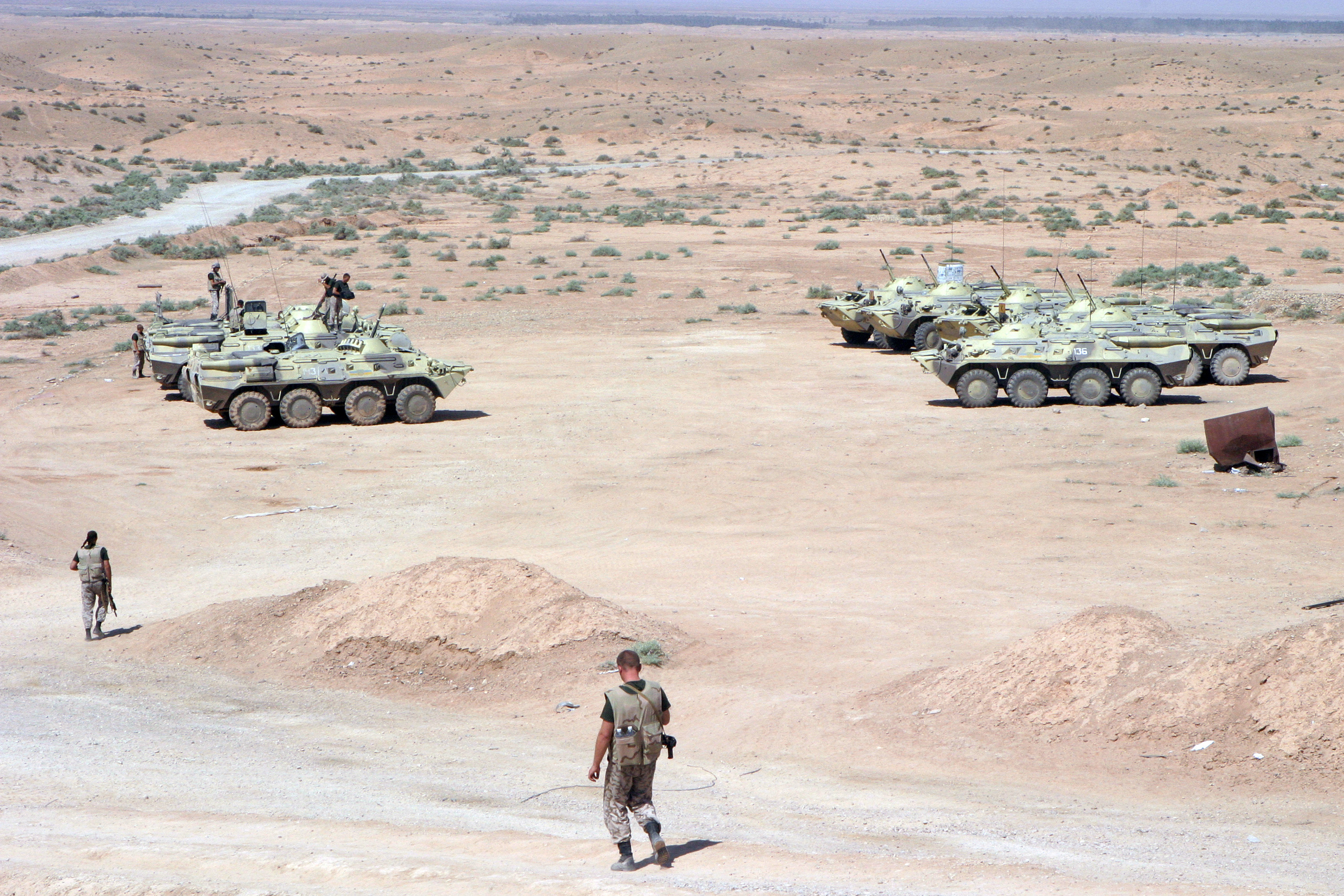
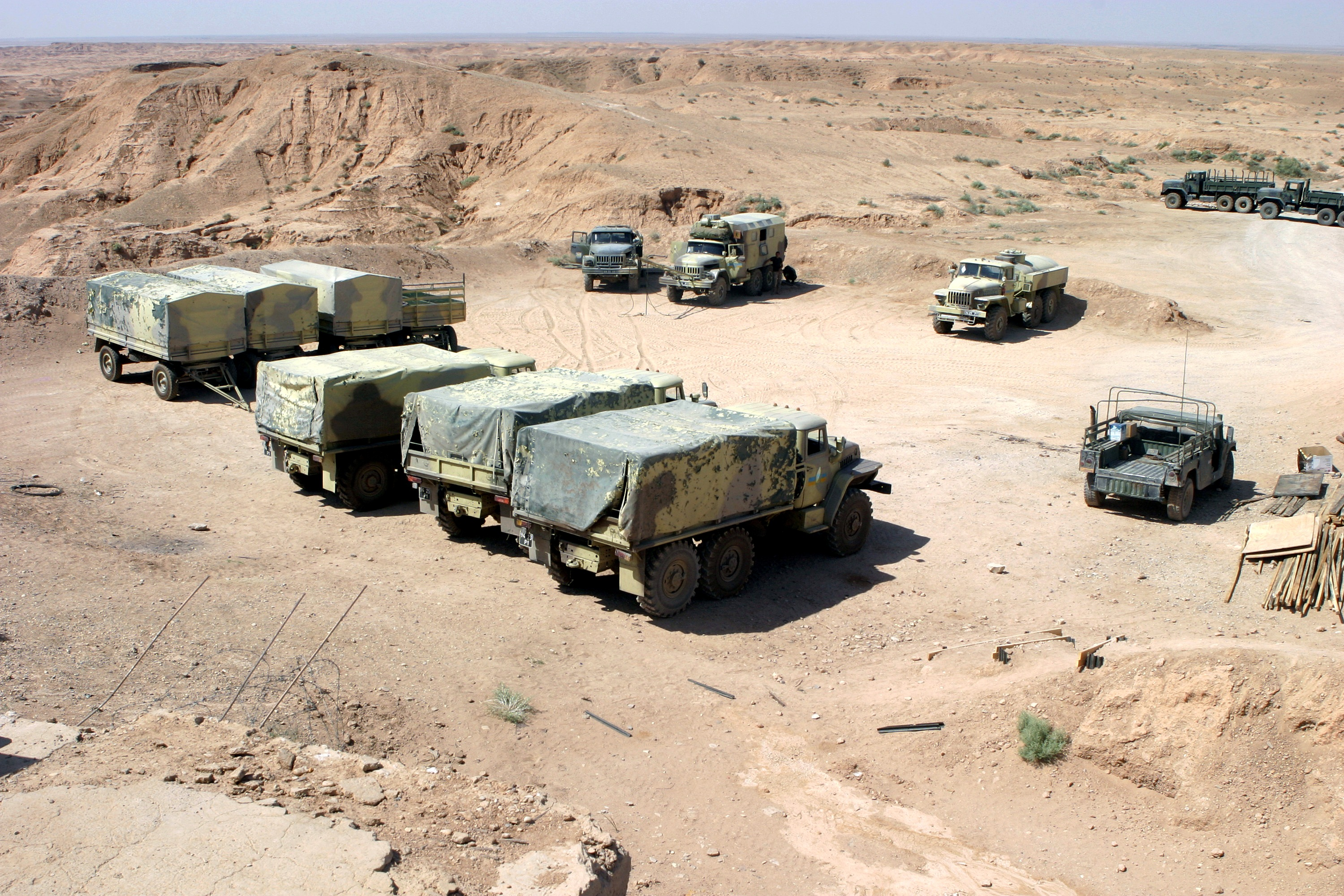
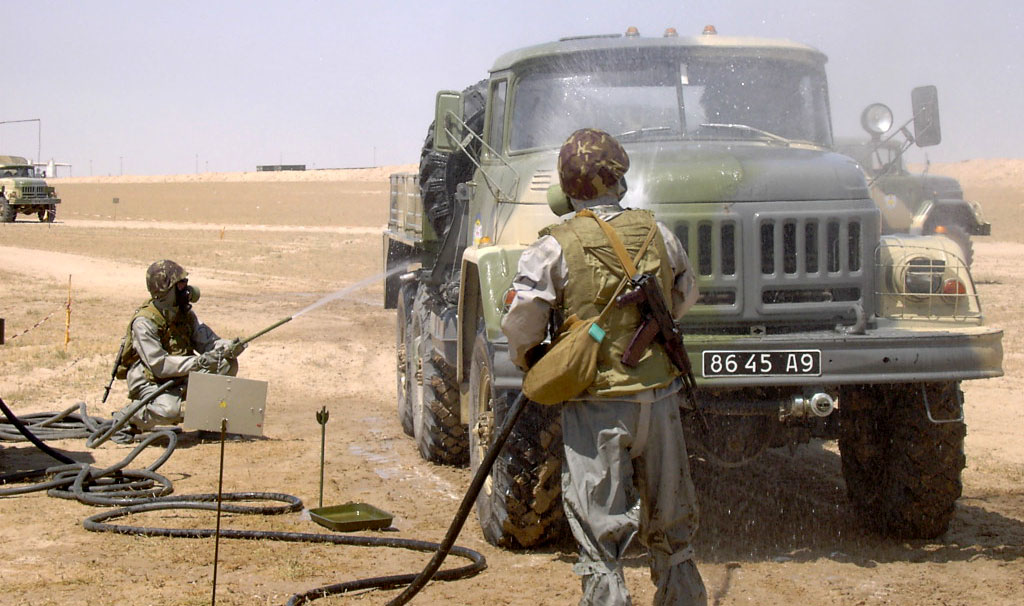
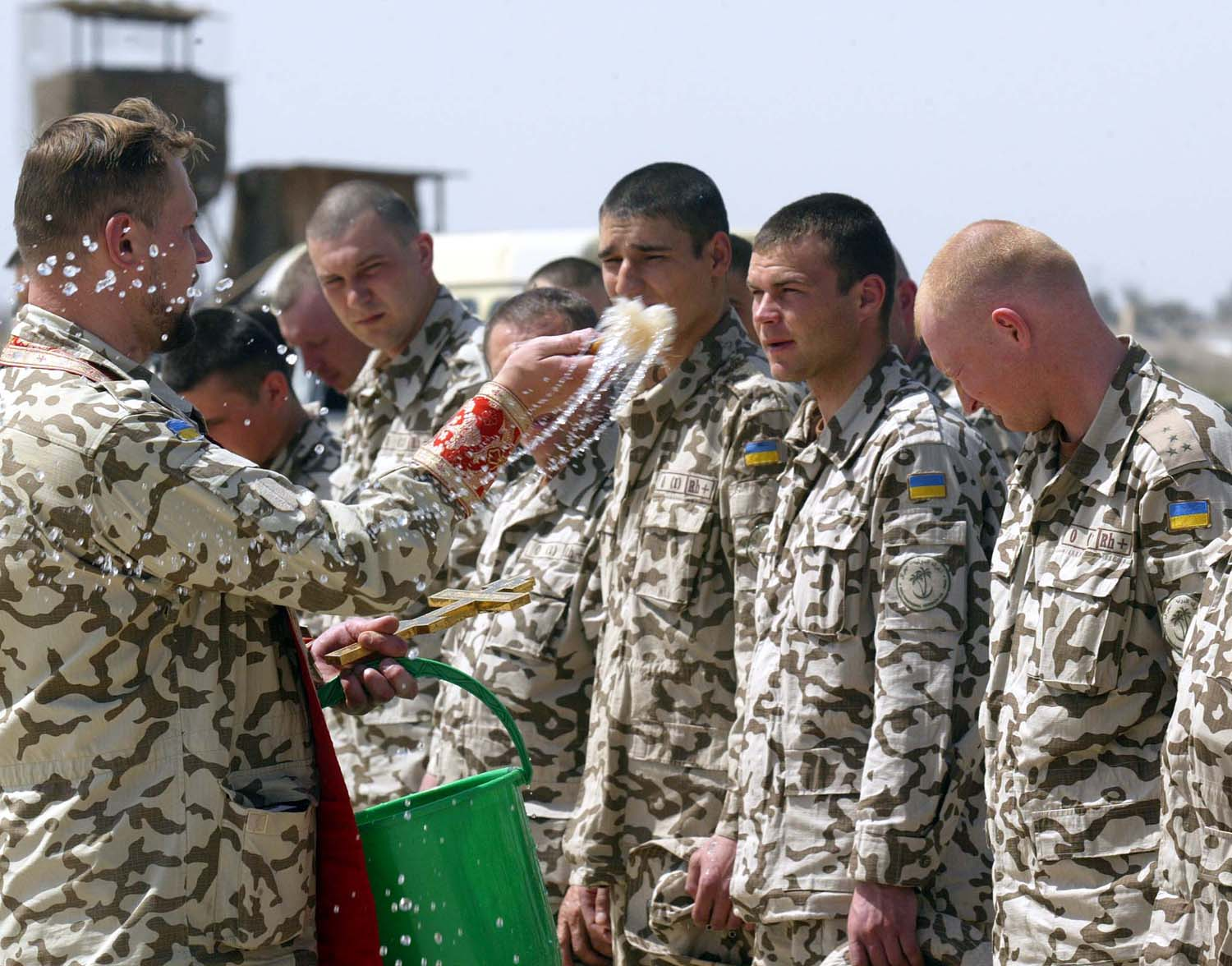